# Antoine Ier d'Érythrée
Pour les articles homonymes, voir Antoine Ier.
Antoine Ier ou Antonios Ier (12 juillet 1927 - 9 février 2022) est le primat de l'Église érythréenne orthodoxe de 2004 à 2022.

## Biographie
Il a été déchu en 2005 de son autorité par l'État érythréen pour avoir protesté contre l'arrestation de trois prêtres orthodoxes.
Un nouveau patriarche, Dioscore Ier, est intronisé le 27 mai 2007 mais il n'est pas reconnu par les autres Églises orientales, il meurt le 21 décembre 2015.
Il est pendant de longues années retenu en captivité.